# Asthenia paraensis
Asthenia paraensis är en fjärilsart som beskrevs av Jordan 1924. Asthenia paraensis ingår i släktet Asthenia och familjen påfågelsspinnare. Inga underarter finns listade i Catalogue of Life.